# گریم دات
گرَیم دات (انگلیسی: Graeme Dott؛ زادهٔ ۱۲ مهٔ ۱۹۷۷) اسنوکرباز حرفه‌ای و مربی اسنوکر از شهر لارکهال در اسکاتلند است که در حال حاضر(سال ۲۰۲۵) برای رسیدگی به یک‌سری اتهامات، حضور او در مسابقات فدراسیون جهانی اسنوکر به تعلیق افتاده است.
وی در سال۱۹۹۴ به جمع حرف‌ای‌ها و در سال ۲۰۰۱ برای اولین بار به جمع ۱۶ بازیکن برتر جهان پیوست. او دارای دو قهرمانی رنکینگ (به‌معنی مؤثر در رتبه) یکی اسنوکر قهرمانی جهان در سال ۲۰۰۶ (2006 World Snooker Championship)  و دیگری مسابقات آزاد چین سال ۲۰۰۷ (2007 China Open) و همچنین نایب قهرمانی اسنوکر قهرمانی جهان در سال‌های ۲۰۰۴ و ۲۰۱۰ می‌باشد.